# Hancock (Massachusetts)
Hancock ist eine Town im Westen des US-Bundesstaats Massachusetts.
Beim United States Census 2020 hatte die Stadt im Berkshire County 757 Einwohner.

## Geografie

### Geografische Lage
Dem United States Census Bureau zufolge hat Hancock eine Gesamtfläche von 69,2 km². Die Town hat eine längliche Nord-Süd-Ausrichtung und liegt im Westen des Bundesstaates Massachusetts, längs der Grenze zum Bundesstaat New York. Im Süden befindet sich das Hancock Shaker Village; hier quert der U.S. Highway 20 das Gebiet der Town. Im Norden nimmt der West Branch Green River das Wasser aus dem Forebusch Wildelife Sanctuary auf und entwässert in den Green River. Im Süden gibt es nur wenige Bäche sowie zwei kleine Seen. Hancock ist sehr hügelig, und es ist nicht möglich, das Gebiet der Town von Nord nach Süd zu durchqueren. Dazu muss ein Umweg über den Bundesstaat New York gemacht werden. In den Tälern ist der Boden sehr fruchtbar, hier werden Weizen, Mais und Kartoffeln angebaut. In den Wäldern wachsen Ahornbäume, Birken, Eschen und Ulmen.

### Nachbargemeinden
Hancock grenzt im Süden an Richmond, im Südosten an Pittsfield, im Osten an Lanesborough, im Nordosten an New Ashford und im Norden an Williamstown.

### Klima
Die mittlere Durchschnittstemperatur in Hancock liegt zwischen −7 °C (20° Fahrenheit) im Januar und 21 °C (70° Fahrenheit) im Juli. Die Schneefälle zwischen Oktober und Mai liegen mit bis zu 40 cm (16 Inch) etwa doppelt so hoch wie die mittlere Schneehöhe in den USA. Die tägliche Sonnenscheindauer liegt am unteren Rand des Wertespektrums der USA.

## Geschichte
Der Grant für Hancock wurde im Jahr 1760 an Asa Douglass, Timothy Hurlburt, John Ashley und Josiah Dean vergeben. Das Berkshire County war das letzte County, das in Massachusetts besiedelt wurde. Die Besiedlung begann im April 1762; das Gebiet nannte sich zu der Zeit „Jericho“. Der erste Siedler war der Anwalt Asa Douglass. Die ersten Siedler siedelten sich im nördlichen Teil der Town an. 1761 bekam Charles Goodrich einen Grant für den südlichen Teil der Town. 1764 siedelte dort als erster Siedler sein Neffe Daniel Goodrich, gefolgt von weiteren Mitgliedern der Familie. Es folgten die Familien Osborn und Talcot. Benannt wurde die Town bei ihrer Gründung am 2. Juli 1776 nach John Hancock. Zwei Siedlungsräume bildeten sich unabhängig voneinander: Hancock im Norden und das Hancock Shaker Village im Süden. Das erste Town Meeting fand am 21. August 1776 im Haus von Asa Douglass statt. Er wurde dann auch zum Repräsentanten der Town im General Court of Massachusetts ernannt.
Im Jahr 1778 wurde Hancock auch in den Amerikanischen Unabhängigkeitskrieg gezogen. Im Town Meeting wurde entsprechend den Vorgaben des General Courts die Unterstützung für die Soldaten beschlossen, und Asa Douglass bekam die Aufsicht über das Munitionslager der Town. Auf dem Gelände wurde später der Friedhof eingerichtet. Während der Revolution war die Bevölkerung der Town zweigeteilt, ein Teil hielt zum Heimatland England, die anderen fühlten sich schon als Amerikaner. Bei den Wahlen im Jahr 1780 stimmten bereits 32 Bewohner für John Hancock und zwei für James Bowdoin.

### Hancock Shaker Village

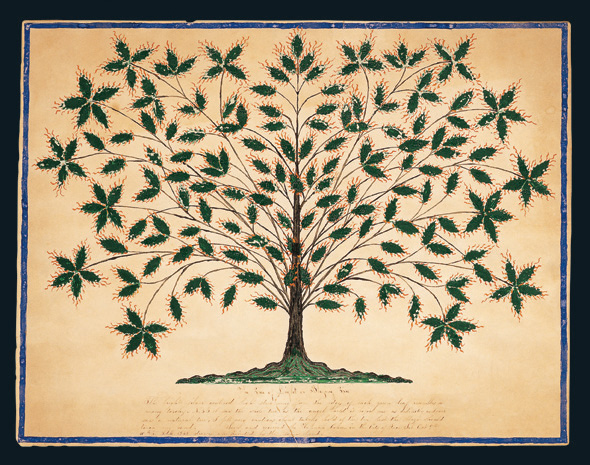
Hannah Cohoon: „Tree of Light“

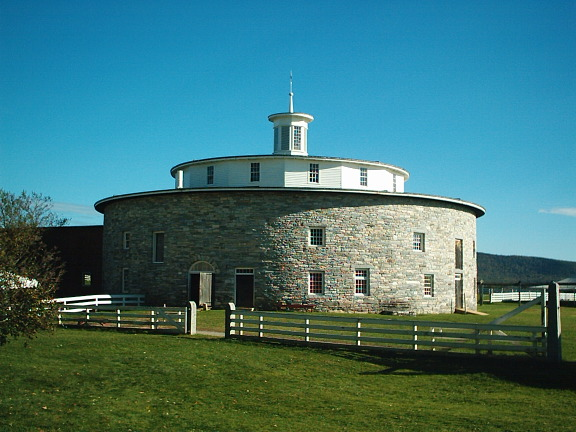
Rundscheune in Hancock

Das Hancock Shaker Village liegt an der Grenze zu Pittsfield und teilweise auf dem Gebiet von Pittsfield. Die Gemeinschaft wurde im Jahr 1792 gegründet und nannte sich selbst City of Peace. Die Familien Gooderich, Osborn und Talcot, welche im südlichen Teil von Hancock siedelten, wurden Shaker und am 17. Januar 1791 wurde die erste Kirchenversammlung abgehalten. Sie betrieben Landwirtschaft und waren als Handwerker tätig. Die Gooderichs waren im Jahr 1791 die erste Familie der Gemeinschaft, John Demings Familie wurde im selben Jahr die zweite Familie und die Talcots im Jahr 1792 die westliche Familie. Eine östliche Familie kam im Jahr 1793 hinzu. In den Jahren 1820 bis 1830 hatte die Gemeinschaft ihre größte Blüte, als etwa dreihundert Mitglieder dort lebten. Hancock war die dritte Gemeinde der Shaker in Amerika und wurde später zum Bischofssitz.
Zur Gemeinde gehörten auch die Malerinnen Polly Collins und Hannah Cohoon. Cohoons „Tree of Light“, ein religiöses Symbol der Shaker-Bewegung für Leben und ewiges Wachstum, wurde auf das Jahr 1845 datiert.
Heute ist das Hancock Shaker Village ein Museum mit 20 originalen Shaker-Gebäuden, von denen das bekannteste die 1826 gebaute Rundscheune ist. Im Museum gibt es kostümierte Darsteller und eine große Sammlung von Shaker-Möbeln, die in Wechselausstellungen gezeigt werden.

### Religionen
Eine Gemeinde der Baptisten wurde im Jahr 1772 mit fünfzehn Mitgliedern gegründet. Zudem gab es ein „Friends Meetinghouse“ in Hancock.

### Einwohnerentwicklung
| Jahr      | 1800 | 1810 | 1820 | 1830 | 1840 | 1850 | 1860 | 1870 | 1880 | 1890 |
| --------- | ---- | ---- | ---- | ---- | ---- | ---- | ---- | ---- | ---- | ---- |
| Einwohner | 1187 |      | 984  |      |      | 789  | 816  | 882  | 642  | 506  |
| Jahr      | 1900 | 1910 | 1920 | 1930 | 1940 | 1950 | 1960 | 1970 | 1980 | 1990 |
| Einwohner | 451  | 465  | 464  | 361  | 332  | 445  | 455  | 675  | 643  | 628  |
| Jahr      | 2000 | 2010 | 2020 | 2030 | 2040 | 2050 | 2060 | 2070 | 2080 | 2090 |
| Einwohner | 721  | 717  | 757  |      |      |      |      |      |      |      |

### Bildung
In Hancock gibt es die öffentliche Bücherei „Hancock Public Library“ und die Schule „Hancock Elementary School“ mit Klassen vom Kindergarten bis zur sechsten Klasse. Danach besuchen die Schüler die „Mount Greylock Regional High School“ in Williamstown oder die „Pittsfield High School“ in Pittsfield.

## Persönlichkeiten

### Söhne und Töchter der Stadt
- Martin I. Townsend (1810–1903), Anwalt und Politiker

### Persönlichkeiten, die vor Ort gewirkt haben
- Hannah Cohoon (1788–1864), Künstlerin